# Flora Vostochnoĭ Evropy
Flora Vostochnoĭ Evropy, en latín Flora Europae Orientalis (abreviado Fl. Vostochnoĭ Evropy) fue una revista científica con ilustraciones y descripciones botánicas que fue publicada en Rusia desde 1996 hasta 2004. Fue precedida por Fl. Evropeiskoi Chasti SSSR

## Publicaciones
- n.º 9 (1996);
- n.º 10 (2001);
- n.º 11 (2004)